# Convent de Sant Domènec de Balaguer
Sant Domènec o Sant Domingo és un antic convent situat extramurs de la ciutat de Balaguer, a la riba esquerra del Segre, a l'antiga horta de Balaguer. L'església, d'estil plenament gòtic, respon a la tipologia d'edificis de nau única amb capelles laterals entre contraforts, de la qual resulta un ampli espai únic al seu interior. La nau és capçada per un absis poligonal de set costats, amb finestrals als tres trams centrals, i cobert, com les capelles laterals, amb volta de creueria. La nau, que té coberta de fusta sobre arcs diafragma lleugerament apuntats, fou escurçada per alguna destrucció, la qual cosa comportà la construcció d'una nova façana, datada el 1716.
Però l'element més destacat del convent és el seu magnífic claustre gòtic, bastit probablement entre 1333 i 1350 i que guarda una gran similitud amb el de Sant Francesc de Mallorca. És format per quatre galeries d'esveltes columnes que sostenen arcs apuntats amb un calat trilobulat, amb els carcanyols també calats com una claraboia trilobulada.
El convent de Sant Domènec fou erigit al segle xiv per disposició testamentària del comte Ermengol X d'Urgell (1314), que assignava una forta quantitat de diners per a la construcció de l'església. Malgrat tot, sembla que les obres no s'iniciaren fins al 1323, i que a partir d'aquesta data avançaren molt lentament, ja que els documents assenyalen que el 1350 l'església encara no estava enllestida i que el 1387 encara no s'havia cobert.
Tanmateix, de fet, des del 1323 ja hi residia una comunitat de frares dominicans, que perdurà fins a l'exclaustració de 1835. A partir d'aquesta data l'edifici conegué diverses i constants utilitzacions. Després de ser convertit en hospital, els jesuïtes s'hi instal·laren entre els anys 1862 i 1868. Posteriorment, fou adquirit pels franciscans (1881), que no han deixat d'ocupar-lo fins a l'actualitat.

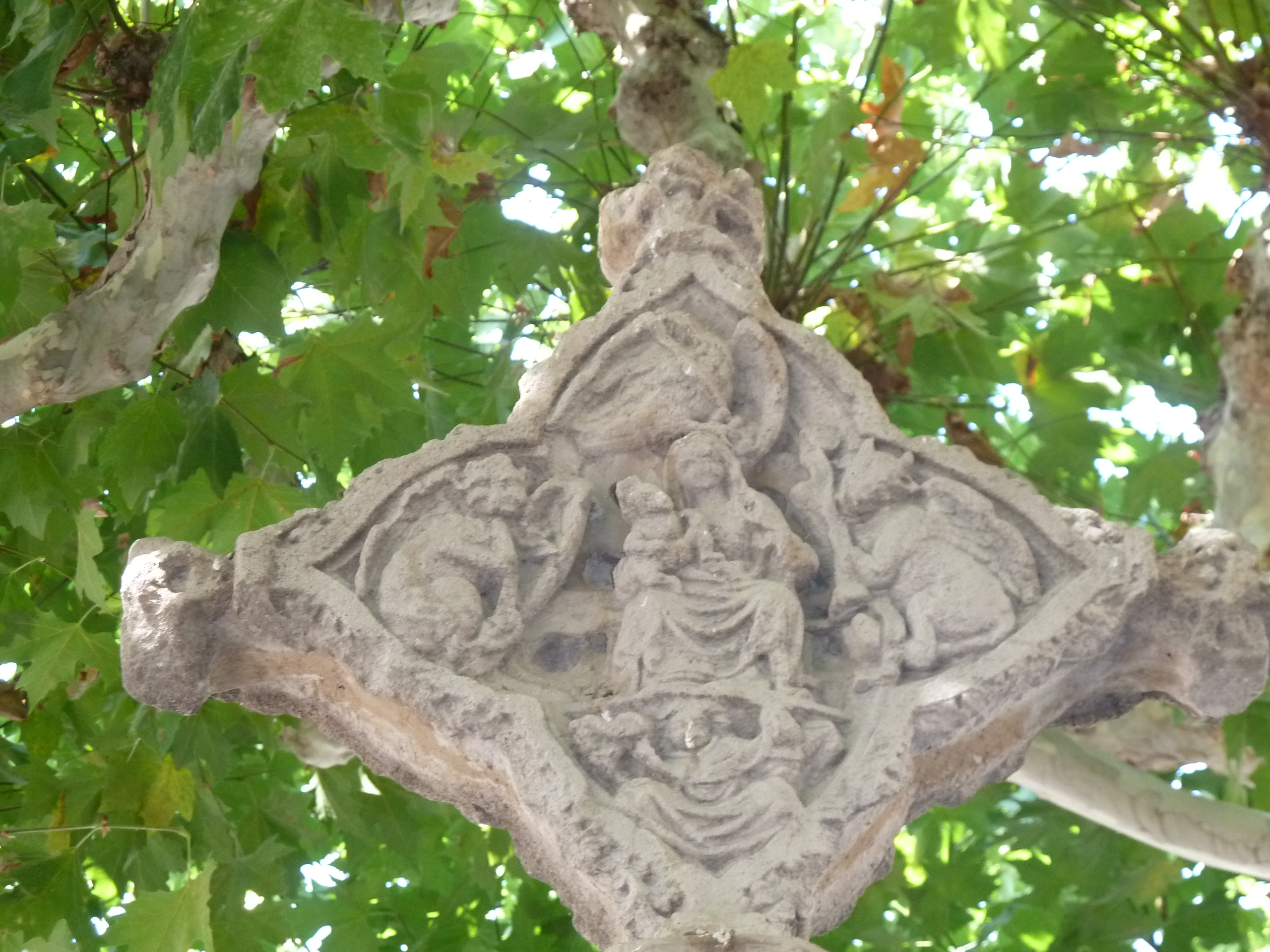
Figura de la Verge Maria de la creu de terme de Sant Domènec de Balaguer.